# Tesourinha
Osmar Fortes Barcellos, dit Tesourinha, né le 3 décembre 1921 à Porto Alegre et mort dans cette même ville le 17 juin 1979, est un footballeur brésilien.

## Palmarès
Sport Club Internacional
- Champion du Rio Grande do Sul en 1941, 1942, 1943, 1944, 1945, 1947 et 1948

Club de Regatas Vasco da Gama
- Champion de Rio en 1950

Équipe nationale 
- Vainqueur de la Copa América en 1949[1]

## Honneurs
- Élu meilleur joueur de la Copa América en 1945 et 1949[réf. nécessaire]